# Nicholas Van Dyke senior
Nicholas Van Dyke (* 25. September 1738 im Familiensitz Berwick, bei Delaware City, New Castle County, Delaware Colony; † 19. Februar 1789 ebenda) war ein US-amerikanischer Anwalt und Politiker. 1777–1781 war er Mitglied des Kontinentalkongresses.

## Leben
Nicholas Van Dyke war Sohn von Nicholas und Rachel Allee Van Dyke. Er studierte Rechtswissenschaft in Philadelphia und erhielt 1765 seine Zulassung als Anwalt. Nachdem seine erste Frau Elizabeth Nixon bei der Geburt ihres Kindes Rachael im Jahr 1767 gestorben war, heiratete er Charlotte Stanley, die ihm vier Kinder gebar, unter ihnen auch der spätere Senator Nicholas Van Dyke Jr.

## Politische Karriere
1774 betrat Van Dyke das politische Parkett als Mitglied eines Komitees, das über den Boston Port Act beraten sollte. Nachdem der Hafen Bostons nach der Boston Tea Party für den Handel gesperrt worden war, übernahm Van Dyke als Abgeordneter eine wichtige Rolle im Zusammenwachsen der Dreizehn Kolonien. In jenem Komitee trat er erstmals in Kontakt mit Thomas McKean und George Read, zwei der späteren Anführer des Amerikanischen Unabhängigkeitskrieges. Im Jahr 1776 war Van Dyke Abgeordneter seines Countys in der ersten Verfassunggebenden Versammlung des Staates Delaware. Außerdem war er zwei Jahre Mitglied des Senats seines Bundesstaates. Am 22. Februar 1777 wählte man ihn in den Kontinentalkongress, dessen Mitglied er bis 1781 war. Im selben Jahr gehörte Van Dyke zu den Unterzeichnern der Ratifizierung der Konföderationsartikel, die schon seit 1777 und noch bis 1789 in Kraft waren. Vom 1. Februar 1783 bis zum 27. Oktober 1786 war Nicholas Van Dyke Gouverneur von Delaware (damals noch „President of Delaware“ genannt).
Nach seiner Amtszeit als Gouverneur, während der der Amerikanische Unabhängigkeitskrieg offiziell mit dem Frieden von Paris (1783) endete, kehrte Van Dyke 1776 für zwei Legislaturperioden in den Staatssenat von Delaware zurück. Hier hatte er bis zu seinem Tod das Amt des Parlamentspräsidenten inne. Er starb im Alter von 50 Jahren im Familiensitz Berwick.